# Șimian (gmina w okręgu Mehedinți)
Șimian – gmina w Rumunii, w okręgu Mehedinți. Obejmuje miejscowości Cerneți, Dedovița Nouă, Dedovița Veche, Dudașu, Erghevița, Șimian i Valea Copcii. W 2011 roku liczyła 9650 mieszkańców.